# Becsületrend (Oroszország)
A Becsületrend (oroszul: орден Почёта, átírva: orgyen Pocsota) az Oroszországi Föderáció állami kitüntetése, amelyet Borisz Jelcin  alapított az 1994. március 2-án kelt 442. számú elnöki rendelettel. A kitüntetést a gazdaságban, a tudományban, a kultúrában, az egészségügyben, a sportban és a közösségi szolgálatokban kiemelkedő eredményeket elért személyek kaphatják.

## A kitüntetettek köre
A kitüntetést oroszországi állampolgárok kaphatják az alábbi területeken kifejtett kiemelkedő tevékenységért:
- Az innovatív, termelésnövelő technológiai eljárások alkalmazása a gazdasági életben
- Az egészségügy fejlesztése, a modern diagnosztikai és gyógyászati technológiák alkalmazása
- Tudományos kutatás, az oroszországi tudományos-technikai fölény elősegítése, a magas színvonalú technológiai eszközök gyártása
- Az oktatás és a szakképzés fejlesztése
- Az orosz kultúra, művészet, történelem és nyelv megőrzése, terjesztése és fejlesztése, az ifjúság hazafias nevelése
- Gyümölcsöző jótékonysági és közösségi munka
- A tömegsport az ifjúsági testnevelés és a professzionális támogatása, a világszínvonalú orosz sporteredmények elérése.[2]

A kitüntetést azok a külföldi állampolgárok is megkaphatják, akik kiemelkedő szolgálatot tettek az Oroszországgal való kétoldalú kapcsolatok fejlesztéséért.
A kitüntetés intézményeknek is adományozható: 1996-ban például megkapta az érdemrendet a moszkvai Szovremennyik Színház.

## A rendjel leírása, viselete
A kitüntetéshez nyolcszögletű keresztet formázó zománcozott ezüst rendjel tartozik, melynek közepén Oroszország címerét ábrázoló kerek medál található. A rendjel átmérője 42 milliméter. A rendjelek számozottak; a szám a medál hátsó oldalába van vésve. A rendjel ötszögletűre hajtogatott kék színű szalagon függ; a szalagot vékony fehér csík díszíti. A szalag szélessége 24 milliméter, a fehér csík 2,5 milliméter széles, és a szalag szélétől 5 milliméteres távolságra helyezkedik el. A rendjelet a bal mellen viselik; sorrendben a Tengeri érdemekért (За морские заслуги) érdemrend után következik.

## Neves kitüntetettek
- Mihail Gorbacsov
- Vlagyimir Putyin
- Juan Antonio Samaranch
- Szergej Lavrov
- Pavel Popovics
- Alekszandr Ovecskin
- Mihail Misusztyin
- Andrej Belouszov
- Andrej Vlagyimirovics Szkocs[4]